# Teatre Tarragona
El Teatre Tarragona, situat a la Rambla Nova de la ciutat de Tarragona, és un teatre a la italiana amb una platea, un amfiteatre, i un aforament de 698 localitats.
Construït el 1924, després de diverses vicissituds i etapes, l'11 de desembre de 2012 tornà a obrir les portes a la ciutat.
Amb un edifici de nova planta, obra de l'arquitecte tarragoní Xavier Climent, el teatre està construït al número 11 de la Rambla Nova, el principal passeig de la ciutat. La sala, per a 700 persones assegudes entre la platea i un amfiteatre, compta amb un volum i acústica ajustats al teatre de paraula, enfrontat a través d'una embocadura a un escenari amb provisió d'àmplia maquinària vertical i espai lateral molt limitat.
L'ús principal de l'edifici és el de la producció i l'exhibició pública d'espectacles de tots els gèneres en format frontal, comunament anomenats a la italiana, a més d'altres activitats complementàries, com ara concerts, projeccions, presentacions i xerrades. Al gran vestíbul, s'hi ofereix informació cultural, venda d'entrades, bar, i s'hi poden realitzar exposicions, xerrades, fòrums i espectacles i concerts de format petit. Sobre el vestíbul s'hi troba una sala amb un gran mirador sobre la Rambla Nova i el Balcó del Mediterrani, on també es podran acollir xerrades, conferències i presentacions.

## Història
El Teatre Tarragona, malgrat el seu nom, no sorgeix en un principi com un equipament relacionat amb el teatre, sinó que és fruit de l'ampli moviment empresarial que es genera al voltant de la implantació del cinematògraf. Després d'uns anys en què aquesta nova activitat recreativa té bàsicament un caràcter ambulant, o incorporada als teatres que ja existien (com el Principal), el 1904 comencen les activitats del Salón Moderno, a la mateixa Rambla Nova. Més tard van venir, entre d'altres, l'anomenat Las Novedades, el Coliseo Mundial, el Palace Ateneo, fins a la construcció del Tarragona. Aquest va ser una iniciativa de l'empresari garidellenc Julià Duch Masdeu, que el 1922 ja havia arrendat el Coliseo Mundial, al carrer Adrià. Poc després, abandonava aquesta empresa i es posava a treballar en el que serà, després d'algunes denominacions, el Teatre Tarragona.
El Teatre Tarragona va obrir portes el dia de Nadal de 1923, però, després de diferents crisis, no va inaugurar-se fins mesos després. L'empresari Duch va gestionar l'equipament fins a l'any 1931, en què el va vendre a l'empresa madrilenya Gallao. Un cop passada la guerra, a causa dels desperfectes causats pel conflicte, va ser quasi reconstruït per l'empresari i crític cinematogràfic Joan Brotons. Es va mantenir en actiu fins a 1989, amb una dedicació preferent a cinema, encara que també s'hi programaven funcions de teatre, varietats, cabaret i concerts. El 1994 va ser adquirit per l'Ajuntament de Tarragona. No va ser fins l'11 de desembre de 2012, quan el Teatre Tarragona torna a obrir les portes a la ciutadania amb un edifici de nova planta, projecte i obra de l'arquitecte tarragoní Xavier Climent.
Fins a l'actualitat, el Teatre Tarragona i el Teatre Metropol es complementen i es coordinen per continuar treballant al voltant de quatre grans eixos: l’exhibició, garantint una programació estable professional diversa i de qualitat; la dinamització, el suport a la creació i la participació del teixit artístic i cultural; l’educació i la formació, fonamentalment amb el cicles "Les Escoles van al Teatre" i "El Fòrum de l’Espectador", i factuar com a espai de servei als actes i les activitats de nombroses entitats i iniciatives ciutadanes.
Hi ha un únic programa cultural de servei i proximitat per a tots els ciutadans, vertebrador i integrador, que compta amb la participació i la col·laboració de moltes de les entitats i iniciatives del nostre ric i valuós teixit artístic i cultural.

## Fitxa tècnica
• Accés principal: Rambla Nova, 11.
• Accés a l’escenari per a descàrrega d’escenografies: carrer de Santa Clara, s/n.
• Aforament: 695 butaques, de les quals:
- 215 es troben a la platea baixa (incloses 21 butaques de la fila 0, sobre l’orquestra)
- 265 a la platea alta (nivell 2)
- 215 a l’amfiteatre (nivell 3)
• Accessibilitat: tres escales dedicades al públic, dues d’elles fins a l’amfiteatre.
• Ascensor a totes les plantes.
• Accessibilitat per a persones amb mobilitat reduïda: a la platea alta (fila 19, pujant amb ascensor fins al nivell 2).
• Escenari: 220 m2 (17,65 m d’ample i 12,6 m de fons).
• Boca: 12,4 m d’ample i 6,3 m d’altura.
• Pinta (estructura sobre l’escenari) a 18 m d’altura, amb 21 barres motoritzades de velocitat variable
i control programable.
• Càmera negra, teló de boca i ciclorama.
• Projector de 20.000 lm i pantalla de cinema.
• 260 canals de regulació de la il·luminació.
• Cabina de control al fons de la platea per als sistemes d’il·luminació, àudio i vídeo.
• Fossat per a l’orquestra, per a 30 músics.
• Camerinos: per a 30 intèrprets.